# Weka
A weka vagy veka (Gallirallus australis) a madarak (Aves) osztályának darualakúak (Gruiformes) rendjébe, ezen belül a guvatfélék (Rallidae) családjába tartozó faj.

## Elterjedése, élőhelye
Új-Zéland területén honos. Füves puszták, bozótosok, sűrű aljnövényzetű erdőszélek lakója.
Betelepítették az Ausztráliához tartozó Macquarie-szigetre, valamint az Új-Zélandhoz tartozó Chatham-szigetekre és több Új-Zéland környéki kis szigetre is.

## Megjelenése
Testhosszúsága 50-53 centiméter, testtömege 1000 gramm. Nagy testű röpképtelen madár. Testük felső része rőtbarna színű, itt-ott fekete pöttyökkel, torkuk, hasuk, meg egy éles vonal a szemük fölött szürke. Csőrük, akárcsak lábuk, vöröses, szemük vörösbarna. Kíváncsi madár, tamtamra hasonlító, dobolásszerű hangot ad ki.

## Életmódja
Táplálékát a talajon keresgéli, megeszi a férgeket, madártojást, kisebb emlősöket, madarakat, de a magokat és növényi anyagokat is elfogyasztja.

## Szaporodása
Aljnövényzetbe, lehullott ágak közé rakja fészkét, melyet fűvel és sással bélel ki.

## Képek

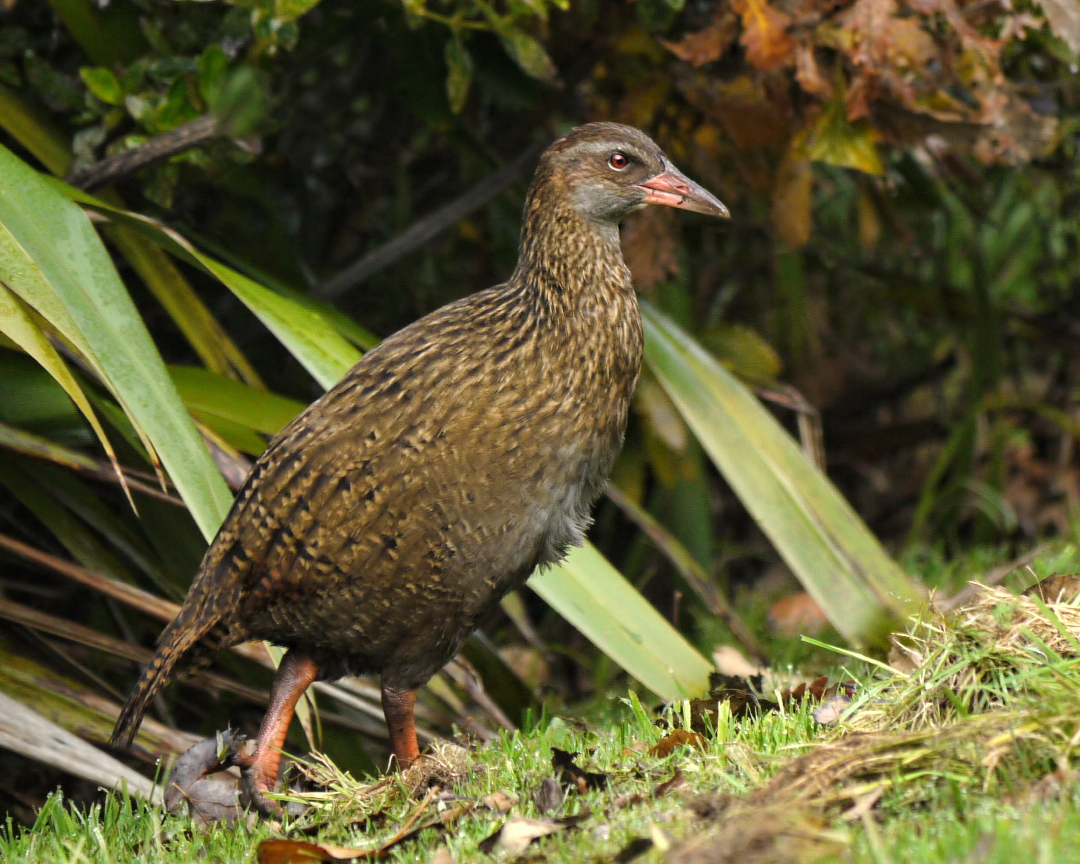
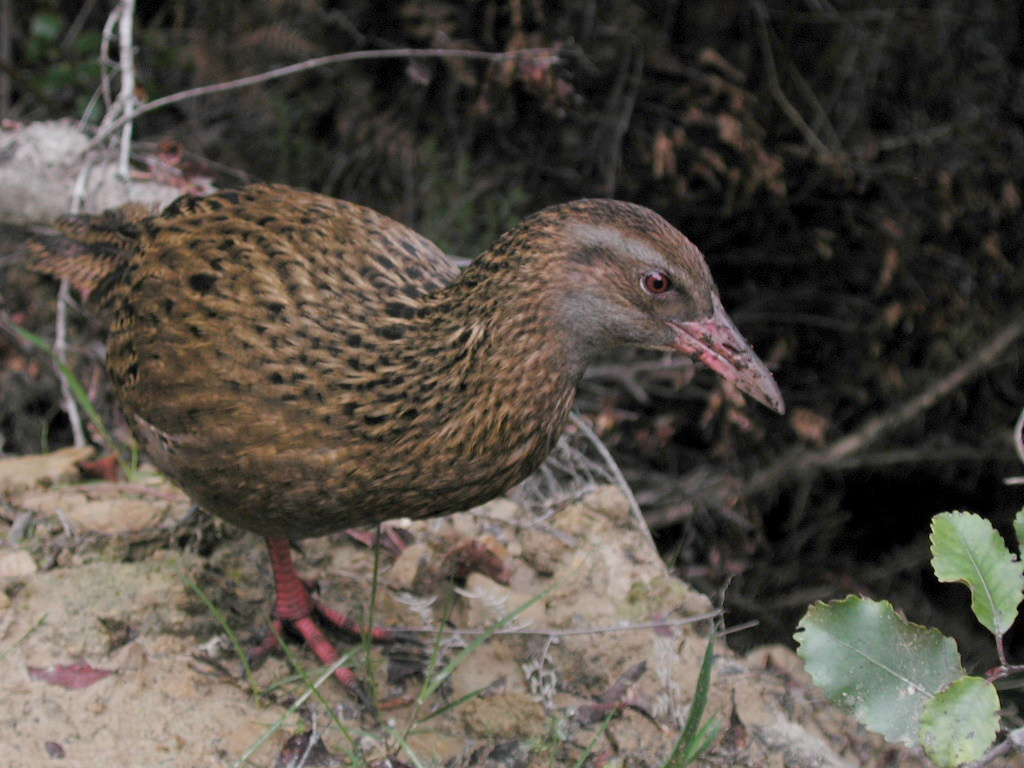
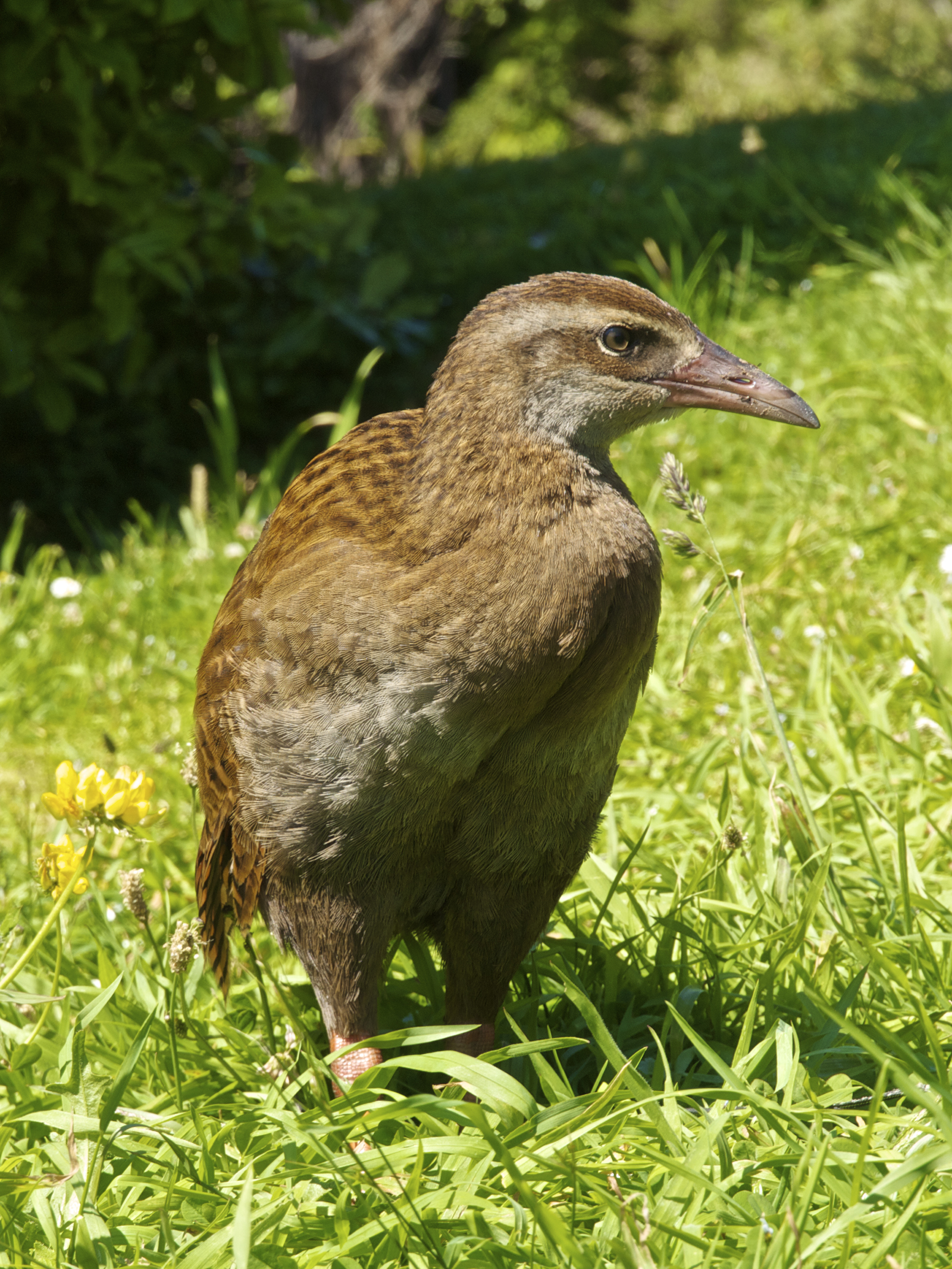
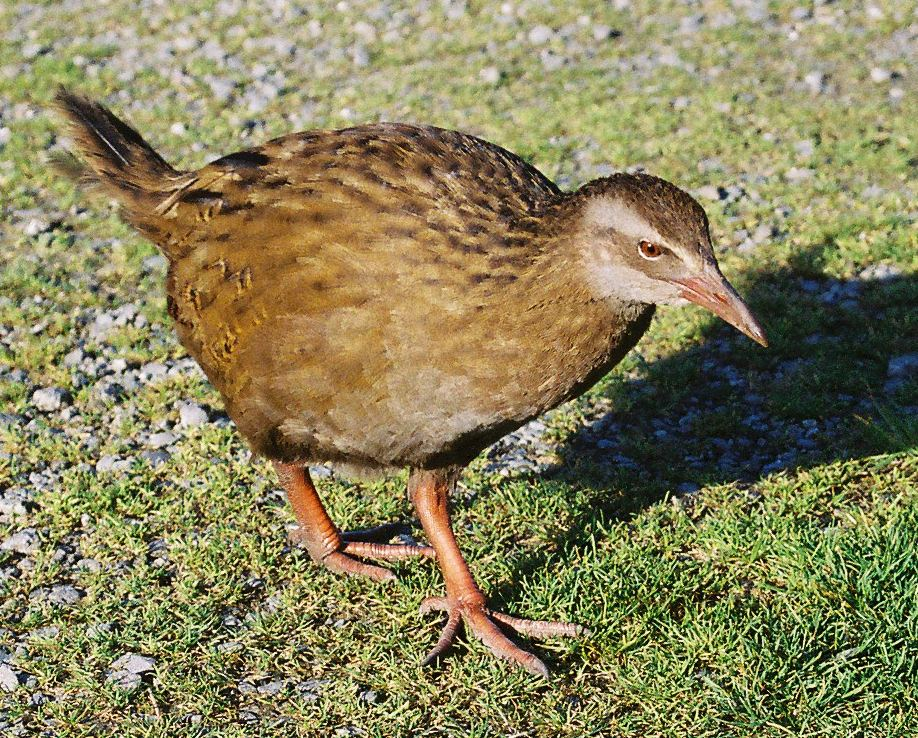